# Léopold Zborowski
Léopold Zborowski (Varsó, 1889. — Párizs, 1932.) lengyel költő és műkereskedő, aki 1910-ben Párizsban telepedett le. Támogatta az École de Paris tagjait.

## Életpályája

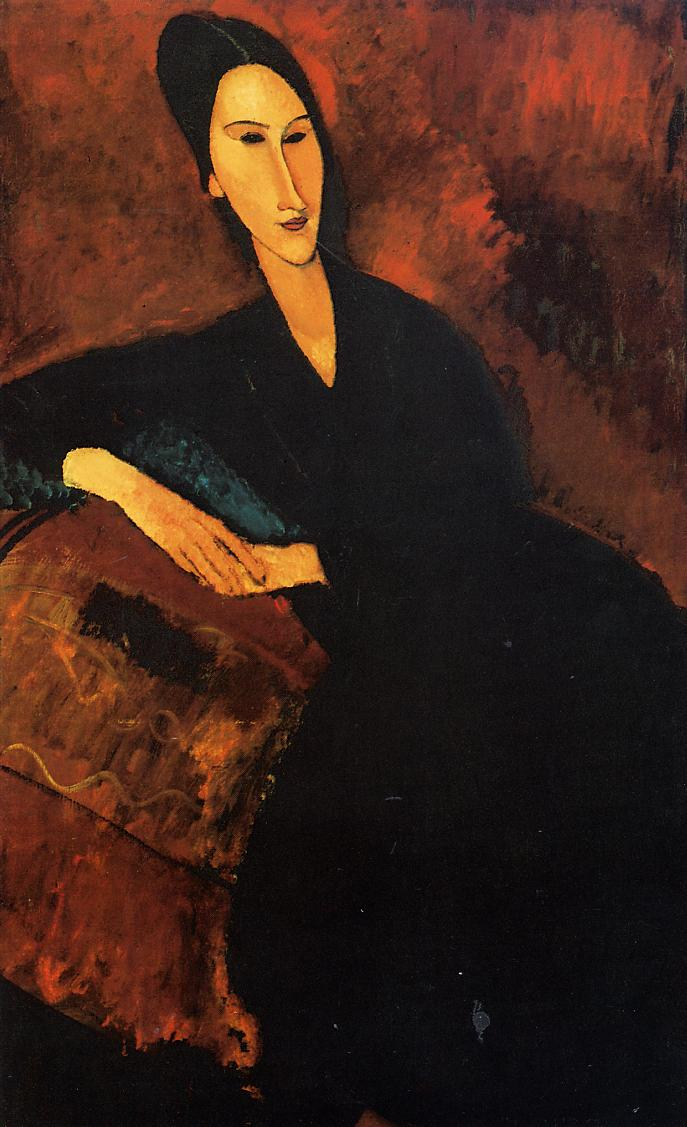
Modigliani: Anna Zborowska arcképe (1917)

1910-ben érkezett Párizsba, könyvekkel és grafikákkal kereskedett, amelyet aztán felváltott az avantgárd festők képeivel való kereskedés, 1915-től műkereskedelemmel és művészek közvetítésével foglalkozott. A Montparnasse La Rotonde kávéházában találkozott a diplomás Józef Pankiewicz festővel, krakkói tanárral, s Párizs fiatal modern festőivel, köztük Moise Kisling, Marc Chagall, Alexej von Jawlensky, Paul Klee, Pablo Picasso, André Derain, Aristide Maillol, René Iché, Maurice de Vlaminck, Georges Rouault és Maurice Utrillo.
1916-ban összebarátkozott Amedeo Modigliani festővel, művészetének nagy csodálója lett. A barátság kölcsönös volt, Modigliani kétszer is lefestette Zborowskit és feleségét, Anna  (Hanka) Zborowskát. Ők segítették ki Modiglianit, amikor első élettársa lakásából el kellett költöznie, stúdiót biztosítottak Modiglianinak saját házukban. Sőt modelleket is szerződtetett Zborowski Modiglianinak, akinek így született meg 1917-es híres akt-sorozata.
A korán elhalálozott Modigliani (1920 január) hagyatékát Zborowski vásárolta meg, Modigliani posztumusz képei jó hírnevet és pénzügyi sikert hoztak neki. Több avantgárd festő (például Utrillo, Soutine) képei is jó üzletet jelentettek számára.
Franciaország vidéki régióiban lehetőséget biztosított a művészeknek a festésre, így születtek Chaim Soutine szép tájképei Céret-ben. Le Blanc (Indre megye, Középső régió) nevű kis faluban házat bocsátott a művészek rendelkezésére, s ezért képekkel fizettek.
A nagy gazdasági világválságnak már az elején, 1929-ben tönkrement Zborowski műkereskedése, s a tulajdonos súlyos betegségben halt meg 1932-ben, csak a szegények temetőjében tudták eltemetni.

## Irodalom

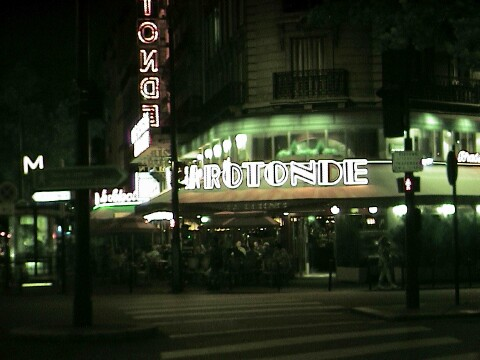
La Rotonde kávéház napjainkban